# Torus palatin
Un torus palatin est une saillie osseuse (exostose) qui se développe sur la partie médiane du palais osseux.

## Variations
Les torus palatins sont généralement présents sur la ligne médiane du palais dur. La plupart des torus palatins mesurent moins de 2 cm de diamètre, mais leur taille peut changer au cours de la vie.
Les torus peuvent être classés selon leur apparence : plat, fusiforme, nodulaire ou lobulaire.
- Les torus plats sont situés sur la ligne médiane du palais et s'étendent symétriquement de chaque côté.

- Les torus fusiformes ont une crête située sur leur ligne médiane.

- Les torus nodulaires ont de multiples excroissances osseuses qui ont chacune leur propre base.
- Les torus lobulaires ont de multiples excroissances osseuses avec une base commune.

Bien que certaines recherches suggèrent que les torus palatins sont un trait autosomique dominant, on pense généralement qu'ils sont causés par plusieurs facteurs.
Ils peuvent évoluer au cours de la vie : grossir ou diminuer chez certaines personnes âgées en raison de la résorption osseuse.
Le torus mandibulaire peut éventuellement coexister.

### Prévalence
La prévalence des torus palatins varie de 9 à 60 % et sont plus courants que les exostoses mandibulaires (torus mandibulaire).
Les torus palatins sont plus fréquents dans les populations asiatiques, amérindiennes et inuites, et sont deux fois plus fréquents chez les femmes[réf. nécessaire],, tandis que les torus mandibulaires sont un peu plus souvent masculins.
Aux États-Unis, la prévalence est de 20 à 35 % de la population[réf. nécessaire].

## Aspect clinique
Les torus palatins sont généralement sans nécessité de traitement.
Il est possible que des ulcèrations se forment sur la zone du torus en raison de traumatismes répétés et il peut compliquer la fabrication des prothèses dentaires.

### Ablation chirurgicale
Un torus palatin n’est retiré que dans les cas où il pose problème.